# Родники (Свердловская область)
Родники — деревня в Артёмовском муниципальном округе Свердловской области. Управляется Мироновским сельским советом.

## География
Деревня Родники муниципального образования «Артёмовский муниципальный округ» располагается на правом берегу реки Реж в 14 километрах на север-северо-западе от города Артёмовский (по автомобильной дороге — 15 километров).

## История
Населённый пункт основан между 1710 и 1716 годами. Первые упоминания относятся к концу XVI века.
В 1962 году указом Президиума Верховного Совета РСФСР деревня Лягушино переименована в Родники.

## Вознесенская церковь

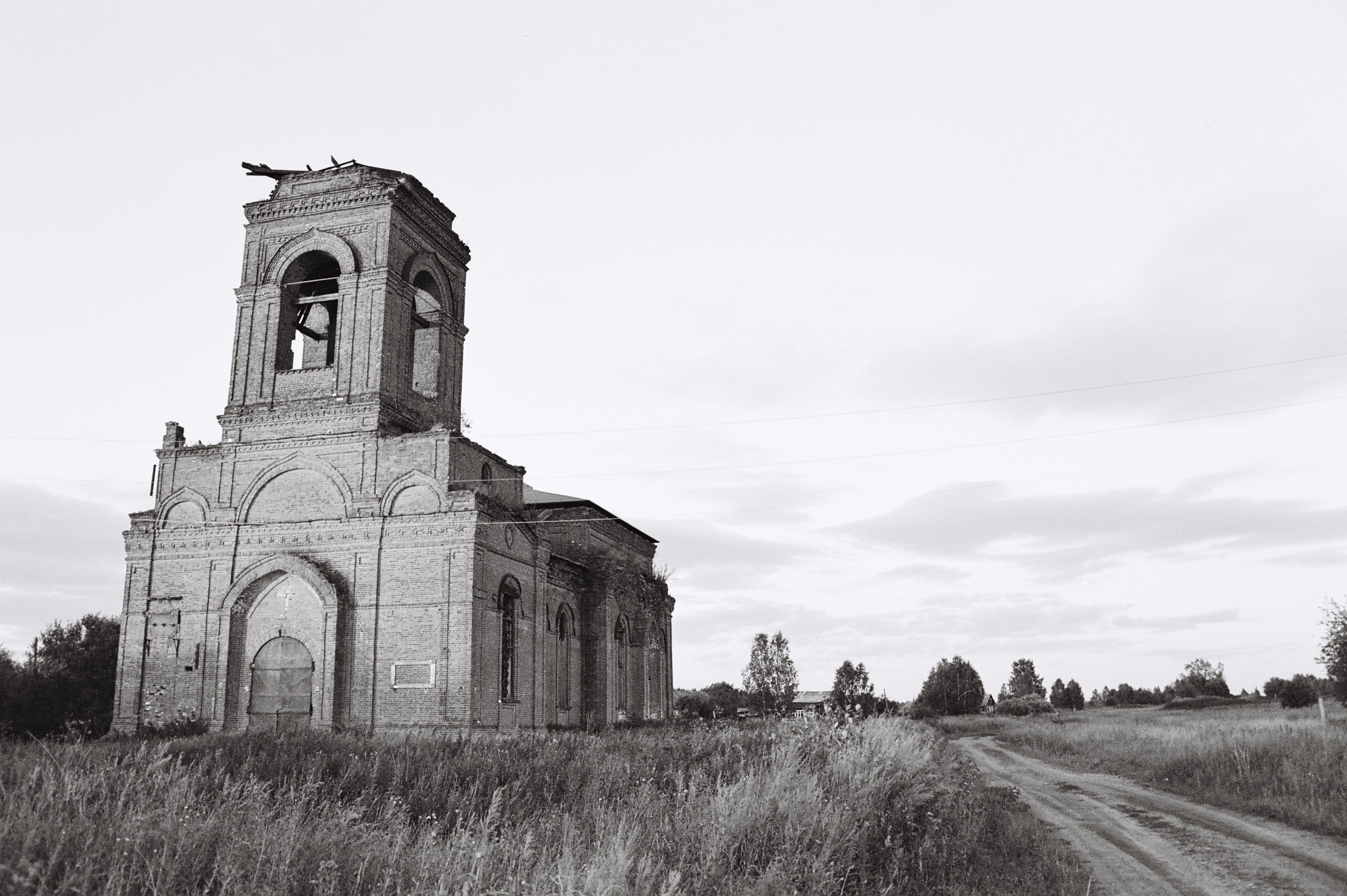
Вознесенская церковь

Вознесенская церковь была освящена в 1906 году, в 1930 году была закрыта. Каменная, однопрестольная церковь была перестроена из часовни. Центральный купол снесён в советское время. В настоящее время восстановление не ведётся.

## Население
| 2002 | 2010 | 2021 |
| ---- | ---- | ---- |
| 30   | ↗35  | ↘23  |

## Инфраструктура
В деревне располагаются три улицы: Полевая, Северная, Совхозная.